# DJ-Controller

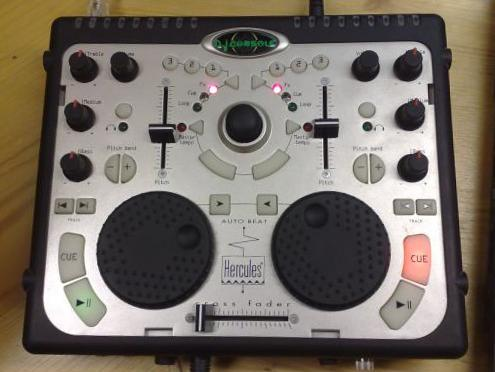
Die Hercules DJ Console von 2004, einer der ersten DJ-Controller

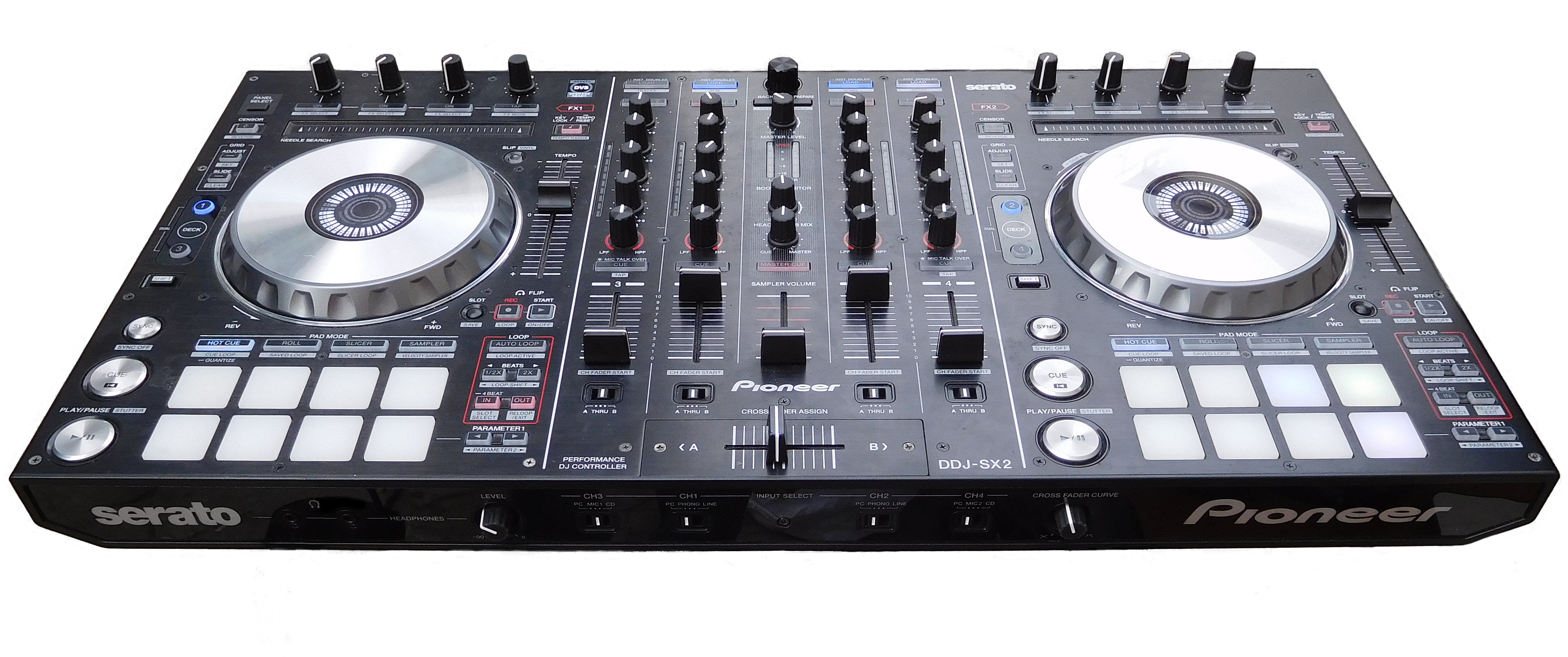
Pioneer DDJ-SX2, 2014

DJ-Controller sind Geräte, die von DJs dazu verwendet werden, Musik über eine geeignete DJ-Software mithilfe von Dreh- und Schiebereglern, Drehtellern, beleuchteten Knöpfen, berührungsempfindlichen Streifen und anderen Komponenten zu mischen.
Unterdessen gibt es auch so genannte Stand-Alone-Controller, welche ohne angeschlossenen Computer mit Hilfe von On-Board-Rechnereinheiten eigenständig auf USB-Sticks oder andere Massenspeicher zugreifen und die dort gespeicherte Musik entsprechend verarbeiten können. Auch moderne eigenständige DJ-Player verfügen über diese Funktionen und können ihre Aufgabe mit Hilfe von DJ-Mixern auf gleiche Weise erfüllen.

## Übersicht
DJ-Controller basieren auf Mikroprozessoren, welche die Bedienung der Software im Vergleich zu einer herkömmlichen Computertastatur, dem Touchpad bei Notebooks oder dem Touchscreen auf einem Tablet bzw. Smartphone wesentlich vereinfachen. Sie reproduzieren keine Audiosignale wie klassische DJ-Mixer; vielmehr senden sie Eingabesignale an einen Computer, um der DJ-Software zu erklären, wie die Musik wiedergegeben werden soll. Viele DJ-Controller besitzen auch eine integrierte Soundkarte mit 4 separaten Audio-Kanälen (2 Stereo-Paare), die es dem DJ erlauben, Musik in seinen Kopfhörern vorzuhören, bevor er sie auf dem Hauptkanal abspielt. Die meisten DJ-Controller verwenden entweder das MIDI- oder HID-Protokoll, um über USB mit dem Computer zu kommunizieren.
Moderne DJ-Controller emulieren in der Regel zwei DJ-Turntables/CDJ-Player und einen DJ-Mixer. Dabei sind sie wesentlich günstiger als zwei echte Plattenspieler oder CD-Spieler. Anders als DJ-Turntables nutzen Controller die Flexibilität einer Software, zum Beispiel um es dem DJ zu ermöglichen, mehrere Cuepunkte in einem Musikstück abzuspeichern. Des Weiteren erlaubt es die DJ-Software dem Benutzer, nahezu allen wesentlichen Komponenten eines Controllers andere Funktionen zuzuweisen als vom Hersteller vorgesehen.
Manche DJ-Controller weichen stark von der konventionellen "2 Jogwheels und ein Mixer"-Form ab und sind so gestaltet, dass der Benutzer die Funktionen nach Belieben selbst zuweisen kann. Einige Controller können bei Liveauftritten sogar in Verbindung mit Ableton Live oder vergleichbarer Software verwendet werden. Andere DJ-Controller, allen voran der Dicer von Novation Digital Music Systems, wurden speziell für die Verwendung mit Timecode-Schallplatten entwickelt.
DJ-Controller funktionieren in der Regel nur mit der vom Hersteller empfohlenen DJ-Software. Da die meisten Controller das MIDI- oder HID-Protokoll verwenden, können andere DJ-Programme meist so gestaltet werden, dass sie trotzdem mit ihnen funktionieren. Es muss jedoch oftmals ein sehr hoher Aufwand betrieben werden, um einen Controller mit einer Software zu benutzen, für die er gar nicht entwickelt wurde. Zudem ergeben einige Bedienelemente in anderen Programmen oft gar keinen Sinn.

## Entwicklung
Ein frühes Beispiel für einen DJ-Controller war die Hercules DJ Console, entwickelt von der Guillemot Corporation im Jahr 2004. Sie besaß eine 6-Kanal-Soundkarte mit SPDIF- und MIDI-Anschlüssen, traditionelle Mischpult-Schieberegler, einen Crossfader, 3 separate Equalizer je Kanal, Jogwheels und Knöpfe im Stil eines DJ CD-Players. 2007 stellte die Firma Vestax den VCI-100 vor – ein Controller, der speziell für das DJing entwickelt wurde. Er emulierte das klassische DJ Layout, bestehend aus zwei Turntables und einem DJ-Mixer, und war erstmals in einer für DJs angemessenen Qualität verarbeitet. Viele Hersteller sahen den Erfolg des VCI-100 und begannen nach und nach, ähnliche Geräte zu verkaufen. Anders als beim VCI-100, waren bei vielen dieser Controller Soundkarten integriert.
In den 2000er Jahren führte Pioneer DJ die so genannte CDJ-Reihe ein, worunter einzelne CD-Turntables geführt werden. Die ersten Modelle konnten dabei nur Musik von Compact Discs verarbeiten, der im Jahr 2008 erschienene CDJ-400 und dessen Nachfolger dagegen mittels HID auch als Controller für DJ-Software verwendet werden sowie Musik von einem USB-Stick wiedergeben. Über optische Laufwerke verfügen die neuesten Modelle dagegen nicht mehr, die Bezeichnung CDJ behielt man allerdings dennoch bei.
Die aktuellen Top-Modelle sind der CDJ-2000 sowie der 2020 erschienene CDJ-3000.
Bis heute ist es noch sehr weit verbreitet, anstelle eines All-in-One-Controllers zwei oder gar vier CDJs und einen Mixer zu verwenden (auch genannt Club-Gear). In dem Fall produziert jeder CDJ sein eigenes Audiosignal entweder mit Hilfe des Computers und dort installierter Software oder mittels direkt integrierter Hard- und Software. Das Mischen und Ausgeben des sogenannten Master-Signals (darunter versteht man jenes Signal, welches schlussendlich über die Lautsprecher ausgegeben wird) erfolgt klassisch über die Soundkarte des Mixers. Moderne komplette Controller arbeiten vom Grundsatz her nach dem gleichen Prinzip.
2010 stellte Native Instruments den Traktor Kontrol S4 vor, der statt MIDI ein eigens entwickeltes Protokoll verwendete, um die Genauigkeit seiner hochauflösenden Jogwheels zu erhöhen. Die zweite Version des Kontrol S4, vorgestellt im Jahr 2013, verwendete standardisierte HID-Signale statt des proprietären Protokolls, um mit dem Computer zu kommunizieren.
Seit 2018 werden DJ-Controller mehr und mehr zu ernst zunehmenden Konkurrenten von professionellen Media-Playern und DJ-Mixern, da sie mittlerweile hochwertige Effektsektionen, LCD-Bildschirme und druckempfindliche Performance-Tasten enthalten.